# Diocese de Rourkela
A Diocese de Rourkela (Latim:Dioecesis Rurkelaënsis) é uma diocese localizada no município de Rourkela, no estado de Orissa, pertencente a Arquidiocese de Cuttack-Bhubaneswar na Índia. Foi fundada em 4 de julho de 1979 pelo Papa João Paulo II. Com uma população católica de 274.344 habitantes, sendo 12,4% da população total, possui 43 paróquias com dados de 2020.

## História
Em 4 de julho de 1979 o Papa João Paulo II cria a Diocese de Rourkela através do território da Diocese de Sambalpur.

## Lista de bispos
A seguir uma lista de bispos desde a criação da diocese em 1979.
|                    | Nome                    | Período            | Notas                                    |
| Bispos de Rourkela | Bispos de Rourkela      | Bispos de Rourkela | Bispos de Rourkela                       |
| ------------------ | ----------------------- | ------------------ | ---------------------------------------- |
| 3º                 | Kishore Kumar Kujur     | 2013 - atual       |                                          |
| 2º                 | John Barwa, S.V.D.      | 2009 - 2011        | Nomeado arcebispo de Cuttack-Bhubaneswar |
| 1º                 | Alphonse Bilung, S.V.D. | 1979 - 2009        |                                          |